# Beckenausgang
Der Beckenausgang (Apertura pelvis inferior) bezeichnet in Anatomie und Geburtshilfe die beim Menschen untere knöcherne Öffnung des Beckens. Sie wird von den Ästen des Schambeins und Sitzbeins sowie der Spitze des Steißbeins und dem Ligamentum sacrotuberale begrenzt. Sie wird vom Beckenboden verschlossen. Der querovale Beckenausgang hat bei der Frau einen Querdurchmesser von 10,5 bis 11 cm und einen geraden Durchmesser von 11 bis 12 cm. Problematisch für eine Geburt ist ein Querdurchmesser kleiner als 9 cm. Bei jungen Erstgebärenden kann  der sagittale Durchmesser (Conjugata, Distantia pubococcygea, der Abstand zwischen Steißbeinspitze und Unterkante der Schambeinfuge) durch die Beweglichkeit des Kreuzbein-Steißbein-Gelenks um 2 bis 3 cm vergrößert werden.
In der Tieranatomie wird aufgrund der anderen Körperorientierung quadrupeder Säugetiere der Beckenausgang als Apertura pelvis caudalis (‚hinterer Beckenausgang‘) bezeichnet. Aufgrund der anders gebildeten Symphyse nimmt das Schambein nicht an der Begrenzung des Beckenausgangs teil. Die Begrenzung bilden hier Sitzbeinbogen (Arcus ischiadicus), die ersten drei bis vier Schwanzwirbel und das Ligamentum sacrotuberale.